# Uttarakhand
Uttarakhand (Hindi: उत्तराखण्ड) is een deelstaat van India. De staat ligt in het noordelijke deel van het land, wat tevens tot uiting komt in de naam: Uttarakhand is Sanskriet voor Noordland. De staat telt ruim 10 miljoen inwoners (2011).

## Geschiedenis
Het grondgebied van Uttarakhand behoorde aanvankelijk tot de staat Uttar Pradesh. Na een vrij korte en vreedzame strijd door zijn inwoners in de jaren 90 werd het gebied op 9 november 2000 onder de naam Uttaranchal de 27ste deelstaat van India. Op 1 januari 2007 werd de naam gewijzigd in Uttarakhand.
De plaats Roopkund is bekend vanwege de vondst van 600 skeletten uit de negende eeuw aan de rand van een meer.

## Geografie
Uttarakhand grenst aan twee andere Indiase deelstaten: Himachal Pradesh in het noordwesten en Uttar Pradesh in het zuiden. Verder grenst de staat aan Tibet (Volksrepubliek China) in het noordoosten en aan Nepal in het zuidoosten. Uttarakhand is traditioneel verdeeld in twee delen: de westelijke helft Garhwal en het oostelijke gebied met de naam Kumaon.
De meest noordelijke delen van de staat bestaan uit het Himalayagebergte en gletsjers, terwijl lagere gebieden dicht bebost zijn. Twee van de grootste rivieren van India, de Ganges en de Yamuna, ontspringen in de gletsjers van Uttarakhand.
De grootste stad in het gebied, Dehradun, fungeert als voorlopige (winter)hoofdstad van Uttarakhand; als zomerhoofdstad werd in 2020 Gairsain aangewezen, dat op termijn de volwaardige hoofdstad van de deelstaat moet worden. Het hooggerechtshof van Uttarakhand ligt in het district Nainital.

## Natuur
Het unieke Himalayaanse ecosysteem biedt uitkomst voor een groot aantal dieren (waaronder bharal, sneeuwluipaarden, luipaarden en tijgers), planten en zeldzame kruiden.
Nadat eerst het Nanda Devi National Park op de lijst van de UNESCO werd gezet, werd het gebied later uitgebreid met het Nationaal park Valley of Flowers, dat aan de voet van de Himalaya ligt.

## Economie
Het toerisme is een belangrijke tak van de economie van Uttarakhand. Recente ontwikkelingen in het gebied zijn initiatieven door de staatsoverheid om in te springen op het toenemende toerisme.

## Bestuurlijke indeling
Uttarakhand is bestuurlijk onderverdeeld in dertien districten, die weer gegroepeerd zijn in twee divisies. Hieronder volgt een lijst van de huidige districten gegroepeerd per divisie:
| - Garhwal - Chamoli - Dehradun - Haridwar - Pauri Garhwal - Rudraprayag - Tehri Garhwal - Uttarkashi |  | - Kumaon - Almora - Bageshwar - Champawat - Nainital - Pithoragarh - Udham Singh Nagar |  |  |